# Gouvernement Minsk

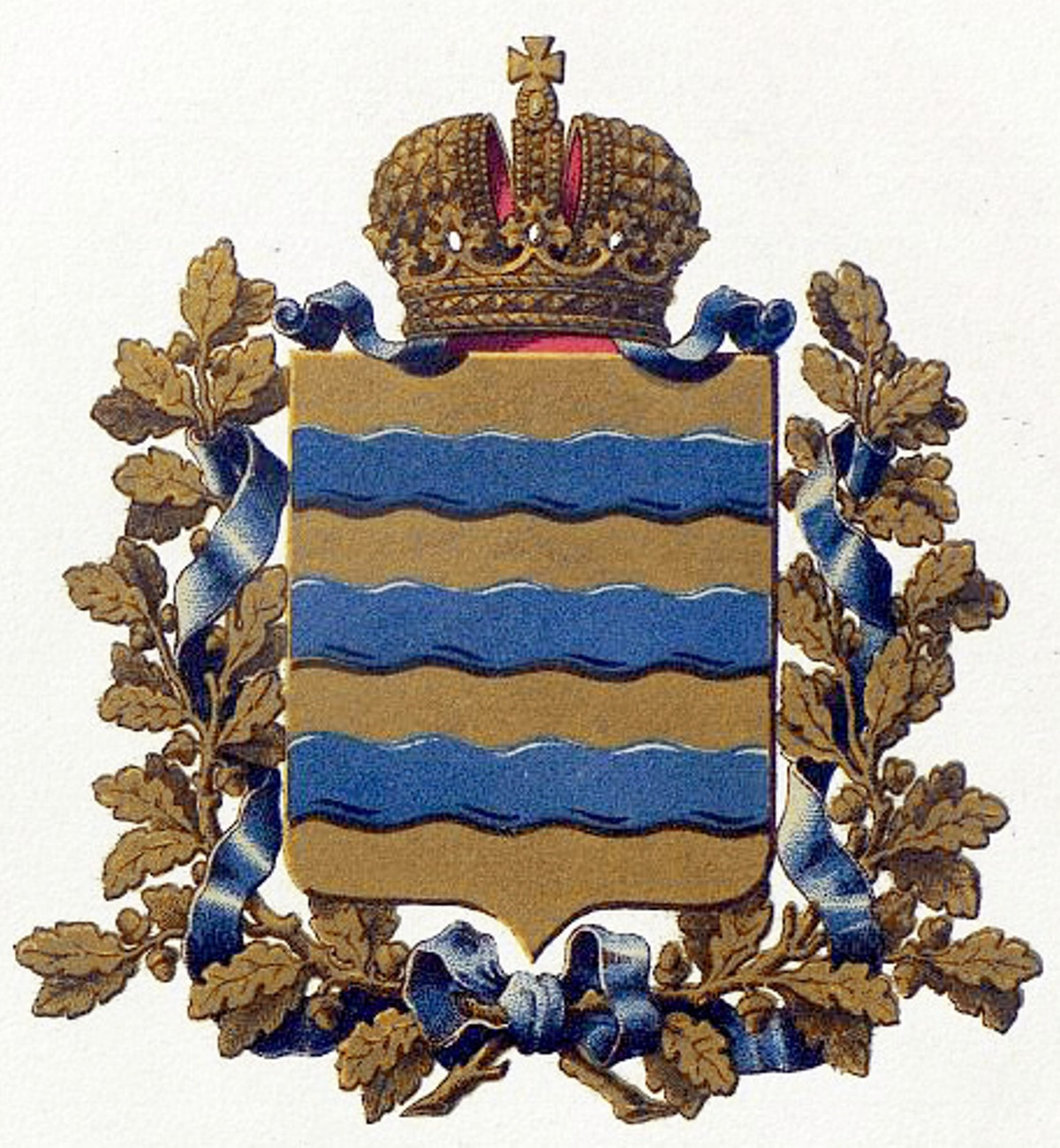
Wappen des Gouvernements

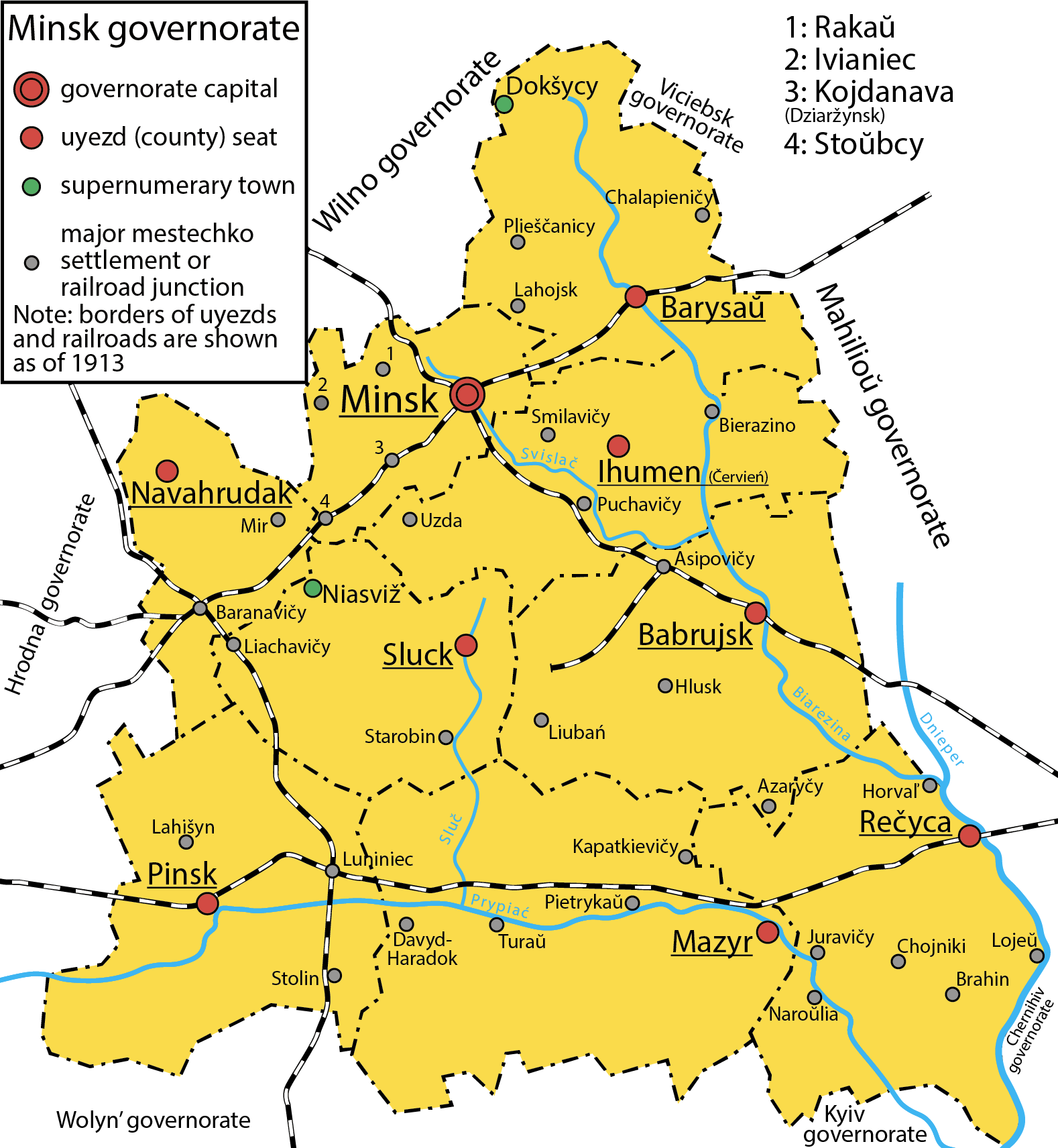
Karte (1913)

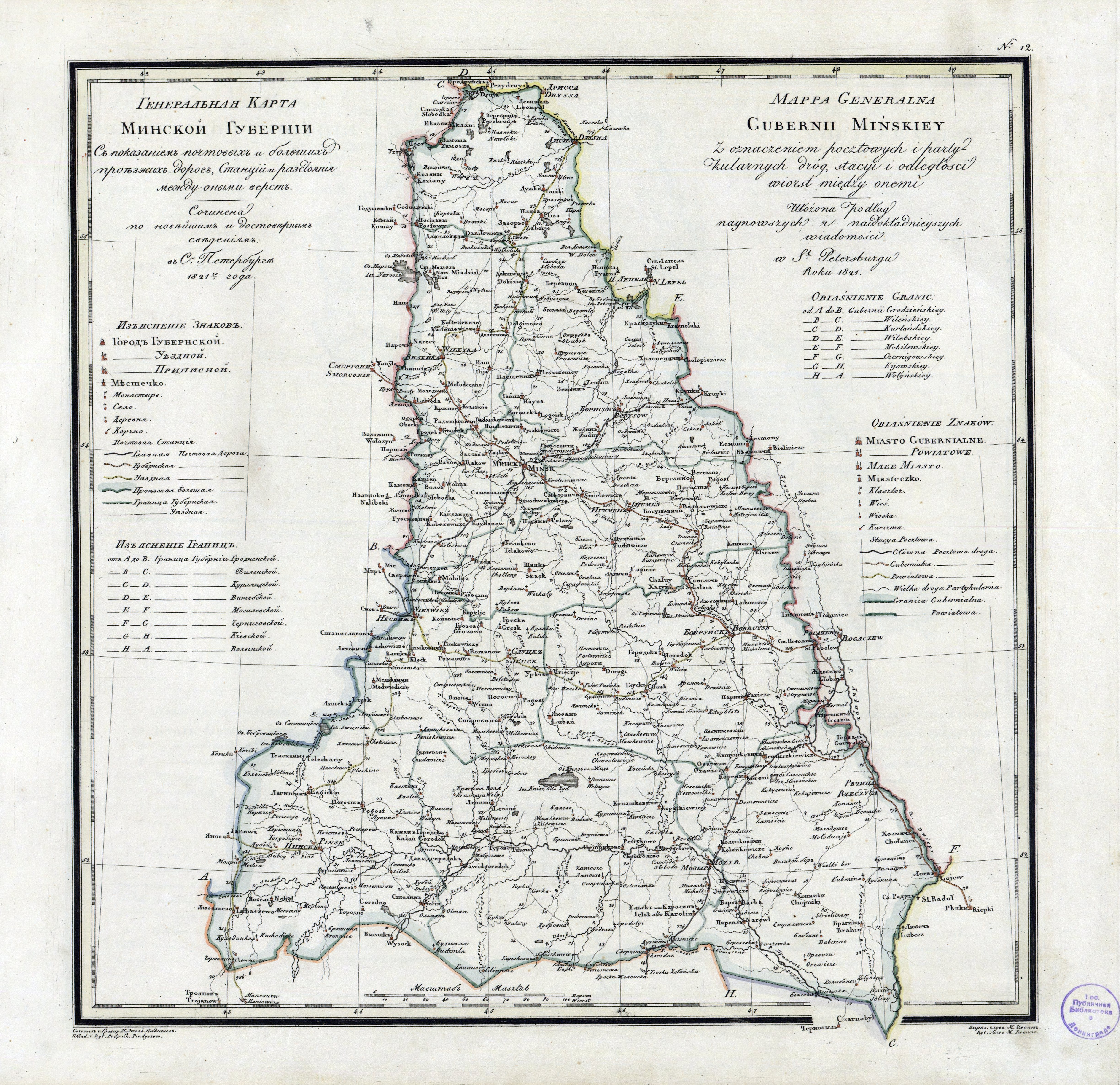
Karte aus 1821 (Russisch-Polnisch)

Das Gouvernement Minsk (russisch Минская губерния/ Minskaja gubernija) war eine Verwaltungseinheit des Russischen Kaiserreiches.
Es lag im Westen des Landes, im mittleren Teil des heutigen Belarus. Begrenzt wurde es von folgenden Gouvernements (von Norden im Uhrzeigersinn): Witebsk, Mogiljow, Tschernigow, Kiew, Wolhynien, Grodno und Wilna.
Es hatte eine Fläche von 91.407,6 km², Hauptstadt war Minsk.
Gebildet wurde es 1793 nach der Polnischen Teilungen aus litauischen Teilen des Königreichs Polen und nach einer kurzen Phase der Zugehörigkeit zur Statthalterschaft Weißrussland 1796 mit kleineren Gebietserweiterungen neu gegründet. 1843 kam es zu einem Gebietsaustausch, bei dem einige Gebiete um Disna und Wilejka an Wilna abgegeben wurden und Minsk dafür von Grodno die Gegend um Nowogrudok bekam. Das Gouvernement bestand bis 1921, nach der territorialen Neuordnung innerhalb der Weißrussischen SSR.
Um 1900 bestand das Gouvernement aus neun Ujesden (Kreisen):
- Bobrujsk (weißruss. Babrujsk)
- Borissow (weißruss. Baryssau)
- Igumen (heute Tscherwen)
- Minsk
- Mosyr (weißruss. Masyr)
- Nowogrudok (weißruss. Nawahradak)
- Pinsk
- Retschiza (weißruss. Retschyza)
- Sluzk

## Statistik
Nach der Volkszählung von 1897 lebten im Gouvernement 2.147.621 Einwohner. Davon waren 1.633.091 Belarussen, 343.466 Juden, 83.999 Russen, 64.617 Polen und 10.069 Kleinrussen (Ukrainer); daneben gab es noch kleinere Gruppen von Tataren, Deutschen und Letten.
Die Bevölkerung war hauptsächlich mit Ackerbau und Viehzucht beschäftigt. Die Ernte lieferte 1903 425.434 t Roggen, 194.584 t Hafer, 73.685 t Gerste, 32.153 t Buchweizen und 869.764 t Kartoffeln. Der Viehbestand betrug 1903 945.000 Stück Hornvieh, 740.000 Schafe (darunter 57.000 feinwollige), 660.000 Schweine, 36.400 Ziegen und 375.000 Pferde. Der Obstbau beschränkte sich auf Äpfel, Birnen, Pflaumen und Kirschen. Die Industrie beschäftigte 1897 395 Betriebe mit 8.884 Arbeitern und hatte einen Produktionswert von 21,2 Millionen Rubel. An erster Stelle standen die 155 Branntweinbrennereien mit einem Produktionswert von 14 Millionen Rubel. Danach folgen Getreidemühlen, Sägemühlen, Zündhölzerfabriken und anderes.